# Villa Sanagasta

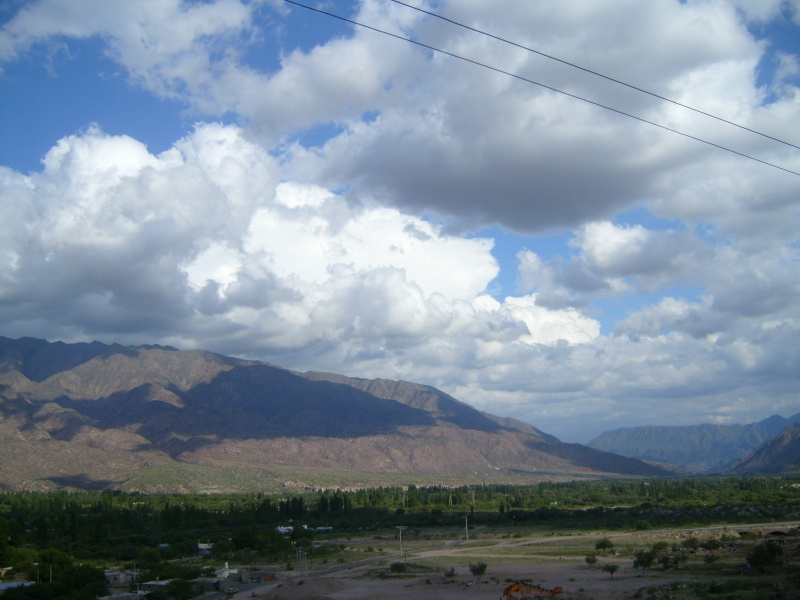
Vista del valle de Sanagasta.

Villa Sanagasta, anteriormente conocida como Villa Bustos, es la cabecera del departamento Sanagasta, provincia de La Rioja, Argentina, a 27 km de la capital provincial y en el km 32 de la RN 75.

## Geografía

### Población
Cuenta con 2275 habitantes (Indec, 2010), lo que representa un incremento del 10 % frente a los 2074 habitantes (Indec, 2001) del censo anterior.
| Gráfica de evolución demográfica de Villa Sanagasta entre 1991 y 2010 |
|                                                                       |
| Fuente: Censos nacionales del INDEC                                   |

### Orografía
Sanagasta se encuentra en las Sierras Pampeanas (ocupa porciones de las provincias de  Catamarca, La Rioja, Santiago del Estero, Córdoba , San Juan y San Luis). Las sierras poseen cordones serranos con cumbres desgastadas, y valles, campos o bolsones. Las cadenas montañosas son: la Oriental o de Aconquija, Austral, Central o de Velasco, y Occidental o sistema de Famatina.

## Sismicidad
La sismicidad de la región de La Rioja es frecuente y de intensidad baja, y un silencio sísmico de terremotos medios a graves cada 30 años en áreas aleatorias. Sus últimas expresiones se produjeron:
- 12 de abril de 1899 (126 años), a las 16.10 UTC-3 con 6,4 Richter; como en toda localidad sísmica, aún con un silencio sísmico corto, se olvida la historia de otros movimientos sísmicos regionales (terremoto de La Rioja de 1899)
- 24 de octubre de 1957 (67 años), a las 22.07 UTC-3 con 6,0 Richter (terremoto de Villa Castelli de 1957): además de la gravedad física del fenómeno se unió el olvido de la población a estos eventos recurrentes
- 28 de mayo de 2002 (23 años), a las 0.03 UTC-3, con 6,0 escala Richter (terremoto de La Rioja de 2002)[1]

## Turismo
- Antigua cuesta de Huaco, que sale del Valle de Huaco  por camino de cornisa
- A 16 km del dique Los Sauces, lugar de pesca deportiva y paseos en lancha, y numerosas residencias
- Virgencita India, que es peregrinada el último viernes de septiembre a la ciudad de La Rioja
- Balneario municipal
- plantaciones de nogales, durazneros, higueras y viñas
- Quebrada de Salamanca, con un  hueco natural en el cerro
- Quebrada de Angulo, a 2 km, vertiente en la montaña y cascada
- Cerros rojizos "Los Tres Camellos" (a 6 km)  y "La Pollera (falda) Gitana", a 10 km[2]

### Yacimientos paleontológicos del Valle Rojo de Sanagasta

RN 75 y Sanagasta.

Yacimiento de huevos y de nidos de dinosaurios ofrece a científicas,  estudios paleontológicos, paleofisiológicos, paleoecológicos, paleotaxonómicos y ontogenéticos.  En 2007,  el estado de abandono es total, y continúan hallándose estructuras óseas de  Saurópodos, de mamíferos y otros taxones de organismos depredadores, coprolitos y plantas.

### Parque geológico Sanagasta
Es una reserva provincial en el noroeste del valle de Sanagasta, a 2 km al noroeste de Sanagasta (29°15′00″S 67°03′00″O / -29.25000, -67.05000), de 850 ha.

## Parroquias de la Iglesia católica en Villa Sanagasta
| Diócesis  | La Rioja                    |
| --------- | --------------------------- |
| Parroquia | Nuestra Señora de la Merced |